# Ҏ (кирилиця)
Ҏ, ҏ — кирилична літера, 27-ма літера кільдинської саамської мови, утворена від Р. Позначає глухий приголосний звук /r̥/. 